# برون‌بوم

C برون‌بوم B و درون‌بوم A است.

بُرون‌بوم (به انگلیسی: Exclave) به یک منطقه جدا از مرز کشور گفته می‌شود؛ یعنی سرزمینی متعلق به یک کشور که در خاک یک یا چند کشور دیگر قرار دارد. یک برون‌بوم با خاک اصلی کشور خود ارتباط مرزی ندارد.
از نظر جغرافیایی یک سرزمین درون‌بوم منطقه ای است که کاملاً توسط منطقه‌ای دیگر احاطه شده باشد، مانند کشور لسوتو که در دایره کشور آفریقای جنوبی قرار دارد. برون‌بوم نیز منطقه‌ای است که به‌واسطه منطقه‌ای دیگر از بخش اصلی خود جدا شده باشد. در این میان بوسینگن هر دو معنی را دربردارد.
از برون‌بوم‌های بزرگ می‌توان به آلاسکا (ایالات متحده) و کالینینگراد (روسیه) اشاره کرد.

## فهرست برون‌بوم‌ها
- برون‌بوم‌های ازبکستان، قرقیزستان و تاجیکستان در سرزمین یکدیگرآرامگاه سلیمان شاه (متعلق به ترکیه)
- آرتسواشن (متعلق به ارمنستان)

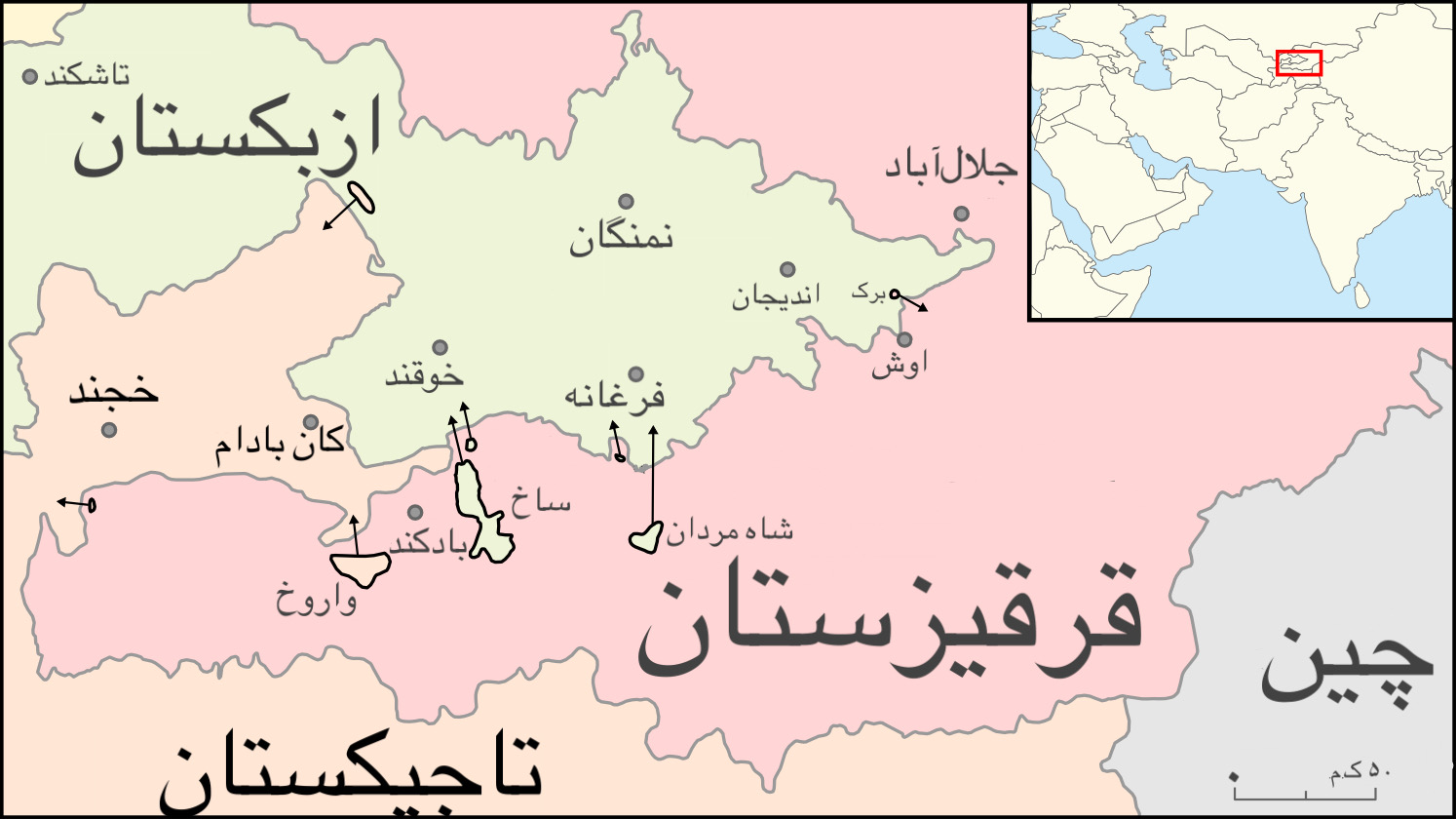
برون‌بوم‌های ازبکستان، قرقیزستان و تاجیکستان در سرزمین یکدیگر

- آلاسکا (متعلق به ایالات متحده آمریکا)
- قلمروهای آمریکا (متعلق به ایالات متحده آمریکا)
- اوکوسی-آمبنو (متعلق به تیمور شرقی)
- بارله-ناساو (متعلق به هلند)
- بارله-هرتوخ (متعلق به بلژیک)
- گویان فرانسه و سن مارتن فرانسه

(شهرستان‌های فرادریایی متعلق به فرانسه)
- برون‌بوم‌های کوچ‌بهار (۹۲ برون‌بوم بنگلادش در هند و ۱۰۶ برون‌بوم متعلق به هند در بنگلادش)
- بوسینگن (متعلق به آلمان)
- استان تمبورونگ (متعلق به برونئی)
- بوزینگن ام هوشرهاین (متعلق به آلمان)
- دوبروونیک (متعلق به کرواسی)
- ساخ، شاه مردان، چانگ‌کارا و جنگیل (متعلق به ازبکستان)
- سراوکسای، کایرگچ و واروخ (متعلق به تاجیکستان)
- سئوتا، ملیلیه، ییبیا و جزایر قناری (متعلق به اسپانیا)
- کابیندا (متعلق به آنگولا)
- کالینینگراد، سانکوو-مدوژه (متعلق به روسیه)
- کامپیونه دیتالیا (متعلق به ایتالیا)
- مدحاء و شبه‌جزیره مسندم (متعلق به عمان)
- النحوة (متعلق به امارات متحده عربی)
- نخجوان، کرکی، برخودارلی، یوخاری اسکیپارا (متعلق به جمهوری آذربایجان)
- آرامگاه سابق ناپلئون بناپارت در سنت هلن (متعلق به فرانسه)

### برون‌بوم‌های پیشین
- برلین غربی (از ۱۹۴۹ تا ۱۹۹۰ متعلق به آلمان غربی بود)
- پاکستان شرقی (از ۱۹۴۷ تا ۱۹۷۱ متعلق به پاکستان بود ولی هم‌اکنون تحت عنوان بنگلادش کشوری مستقل است)
- سوریه (از ۱۹۵۸ تا کودتای ۱۹۶۱ بخشی از جمهوری متحد عربی بود)
- | داده‌های کتابخانه‌ای: کتابخانه‌های ملی | - اسرائیل - لهستان |